# Оксид азоту(IV)
Окси́д азо́ту(IV), нітроге́н(IV) окси́д, діокси́д азо́ту — неорганічна сполука складу NO2. За звичайних умов є газом червоно-бурого кольору, з характерним гострим запахом або жовтуватою рідиною. Газ є сумішшю оксиду NO2 та його димеру N2O4. Ця суміш при 21,15 °С згущується на прозору жовту рідину, а при -11,2 °С — замерзає в безбарвну масу. При температурі 140 °C діоксид азоту складається тільки з молекул NO2, він дуже темного, майже чорного кольору.

## Структура
Молекула NO2 має вигнуту будову із кутом O-N-O у 134,1°. Відстань N-O складає 1,193 Å.

## Отримання
Промислове отримання оксиду NO2 полягає в окисненні повітрям аміаку та продукту реакції — оксиду NO:
{\displaystyle \mathrm {4NH_{3}+5O_{2}{\xrightarrow {400-600^{o}C}}4NO+6H_{2}O} }
{\displaystyle \mathrm {2NO+O_{2}\rightarrow 2NO_{2}} }
У лабораторії NO2 зазвичай отримують дією концентрованої нітратної кислоти на мідь:
{\displaystyle \mathrm {Cu+4HNO_{3}\rightarrow Cu(NO_{3})_{2}+2NO_{2}\uparrow +2H_{2}O} }
Також його можна отримати термічним розкладанням нітрату свинцю, однак при проведенні реакції слід дотримуватися обережності:
{\displaystyle \mathrm {2Pb(NO_{3})_{2}\rightarrow 2PbO+4NO_{2}\uparrow +O_{2}\uparrow } }

## Хімічні властивості
Зріджений оксид NO2 частково димеризується в N2O4 (у діапазоні температур -11,2–20,7 °C):
{\displaystyle \mathrm {2NO_{2}\rightleftarrows N_{2}O_{4}} }
При температурі понад 150 °C оксид азоту(IV) починає розкладатися
{\displaystyle \mathrm {2NO_{2}{\xrightarrow {>150^{o}C}}2NO+O_{2}} }
У воді NO2 диспропорціонує з утворенням нітратної кислоти та, в залежності від умов, оксидів N2O3 або NO:
{\displaystyle \mathrm {4NO_{2(liquid)}+H_{2}O\rightarrow 2HNO_{3}+N_{2}O_{3}} }
{\displaystyle \mathrm {3NO_{2}+H_{2}O_{(hot)}\rightarrow 2HNO_{3}+NO} }
При пропусканні оксиду крізь луги утворюється суміш нітратів та нітритів, а при окисненні реакційної суміші — тільки нітрати:
{\displaystyle \mathrm {2NO_{2}+2NaOH\rightarrow NaNO_{2}+NaNO_{3}+H_{2}O} }
{\displaystyle \mathrm {4NO_{2}+4NaOH_{(hot)}+O_{2}\rightarrow 4NaNO_{3}+2H_{2}O} }
Діоксид азоту відновлюється воднем у присутності каталізаторів (платини, нікелю):
{\displaystyle \mathrm {2NO_{2}+7H_{2}{\xrightarrow {Pt,Ni}}2NH_{3}+4H_{2}O} }
Діоксид азоту проявляє себе як дуже сильний окисник. Так, він легко окиснює значну кількість неметалів, металів, а також їхніх сполук:
{\displaystyle \mathrm {2NO_{2}+2S{\xrightarrow {130-150^{o}C}}N_{2}+2SO_{2}} }
{\displaystyle \mathrm {10NO_{2}+8P{\xrightarrow {130-150^{o}C}}5N_{2}+2P_{4}O_{1}0} }
{\displaystyle \mathrm {6NO_{2}+2CS_{2}\rightarrow 3N_{2}+2CO_{2}+4SO_{2}} }
{\displaystyle \mathrm {NO_{2}+Na\rightarrow NaNO_{3}+NO} }
{\displaystyle \mathrm {NO_{2}+K\rightarrow KNO_{2}} }
{\displaystyle \mathrm {6NO_{2}+Bi{\xrightarrow {70-110^{o}C}}Bi(NO_{3})_{3}+3NO} }
{\displaystyle \mathrm {2NO_{2}+4Cu{\xrightarrow {500-600^{o}C}}N_{2}+4CuO} }
{\displaystyle \mathrm {4NO_{2}+6FeSO_{4}+3H_{2}SO_{4}\rightarrow N_{2}+2HNO_{3}+3Fe_{2}(SO_{4})_{3}+2H_{2}O} }

## Небезпека

### Токсичність
Діоксид азоту дуже отруйний при вдиханні. Однак, інгаляцій зазвичай можна уникнути, адже його легко виявити по запаху, навіть при низьких концентраціях. В лабораторіях одним з джерел NO2 є димна азотна кислота, яка розкладається при температурі вище 0 °С. Одним з симптомів отруєння є набряк легенів, який, як правило, з'являється через кілька годин після вдихання низьких, але потенційно небезпечних доз NO2. Крім того, низькі концентрації (4 проміле) можуть призвести до затримки дихання .
Існує ряд доказів, які свідчать, що довгостроковий вплив NO2 при концентраціях вище 40–100 мкг/м³ може знизити функцію легенів і збільшити ризик виникнення респіраторних захворювань.

### Забруднення

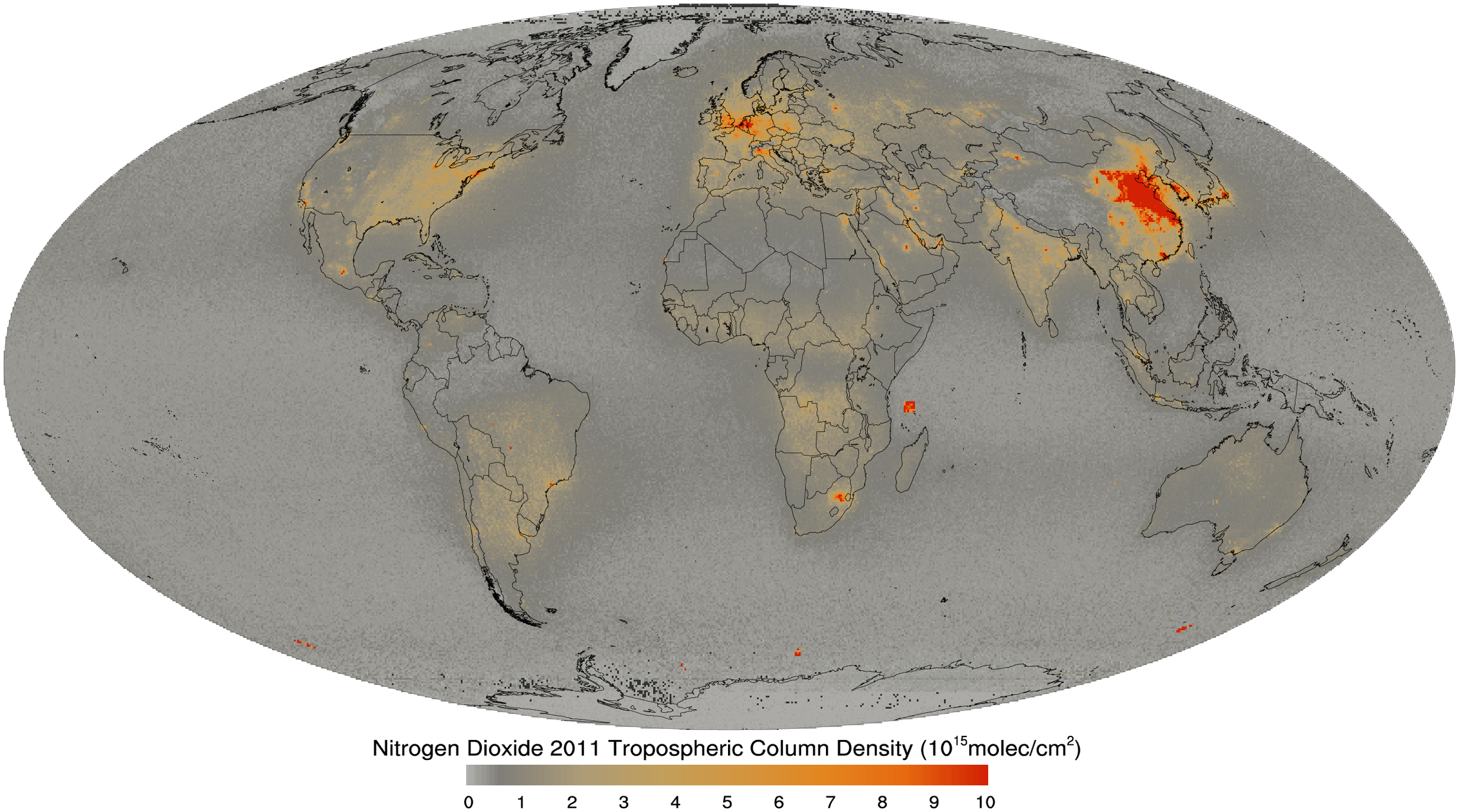
Щільність оксиду азоту(IV) в атмосфері (2011).

Найбільшими джерелами NO2 є двигуни внутрішнього згоряння, теплові електростанції і, в меншій мірі, заводи з переробки целюлози. Бутанові газові обігрівачі та печі є також джерелами NO2. У побуті, гасові обігрівачі та газові обігрівачі є джерелами діоксиду азоту.
Діоксид азоту утворюється, також, і в результаті ядерних випробувань, і відповідає за червоний колір грибовидної хмари.
Разом із оксидом NO (так звані оксиди NOx), діоксид азоту є одним з найбільших забруднювачів атмосфери, в декількох районах землі його концентрація досягає 30 мкг/м³, що лише на декілька одиниць менше ніж гранично допустима концентрація. Діоксид азоту відіграє важливу роль в хімії атмосфери, в тому числі в утворенні тропосферного озону. У 2005 році учені з Університету Каліфорнії припускали взаємозв'язок між рівнем NO2 і синдромом раптової дитячої смертності.
Діоксид азоту також утворюється під час грози. Такий процес називають атмосферною фіксацією азоту. Дощ, який утворюється при таких бурях, містить певну кількість азотних добрив.